# Alloclubionoides nariceus
Alloclubionoides nariceus là một loài nhện trong họ Amaurobiidae.
Loài này thuộc chi Alloclubionoides. Alloclubionoides nariceus được miêu tả năm 1994 bởi Zhu & Jia-Fu Wang.